# Baldwin-Gletscher (Antarktika)
Der Baldwin-Gletscher ist ein großer Gletscher in der antarktischen Ross Dependency. Er fließt im Königin-Maud-Gebirge beginnend mit einem großen Gletscherbruch an der Geländestufe westlich des Mount Rosenwald in hauptsächlich östlicher Richtung zum Shackleton-Gletscher, in den er südlich des Mount Heekin einmündet.
Teilnehmer der von der United States Navy unternommenen Operation Highjump (1946–1947) entdeckten ihn während eines Überfluges am 16. Februar 1947. Das Advisory Committee on Antarctic Names benannte ihn 1962 nach George E. Baldwin Jr. vom United States Marine Corps, der während dieses Fluges zum geographischen Südpol als Fotograf tätig war.